# Brandsby-cum-Stearsby
Brandsby-cum-Stearsby – civil parish w Anglii, w North Yorkshire, w dystrykcie (unitary authority) North Yorkshire. W 2011 civil parish liczyła 383 mieszkańców.